# NGC 3866
NGC 3866 је спирална галаксија у сазвежђу Пехар која се налази на NGC листи објеката дубоког неба.
Деклинација објекта је - 9° 18' 52" а ректасцензија 11h 45m 11,6s. Привидна величина (магнитуда) објекта NGC 3866 износи 13,2 а фотографска магнитуда 14,1. NGC 3866 је још познат и под ознакама NGC 3858, MCG -1-30-29, PGC 36621.